# Super Rugby Aupiki 2022
Super Rugby Aupiki 2022 fu la 1ª edizione del Super Rugby Aupiki, competizione nazionale neozelandese per franchise professionistiche di rugby a 15 femminile.
Si tenne dal 10 marzo 2022 al 20 marzo 2022 tra 4 squadre a girone unico e fu vinto dalle Chiefs Manawa.
Per esigenze commerciali legate a diritti di naming il torneo fu noto come 2022 Sky Super Rugby Aupiki.
A causa delle restrizioni ai movimenti imposti dalle norme di contrasto alla pandemia di COVID-19, il torneo fu concentrato in 10 giorni e si tenne ad Hamilton.
La partita inaugurale della competizione, tra Blues Women e Hurricanes Poua, non poté svolgersi a causa del contagio da coronavirus che colpì numerose giocatrici di quest'ultima squadra, e di conseguenza la commissione organizzatrice del torneo ne decretò l'annullamento e il risultato di 0-0.
Le Chiefs Manawa vinsero il torneo con 3 vittorie su altrettanti incontri.
Il valore delle marcature, come stabilito da World Rugby nel 2017, è: 5 punti per ciascuna meta (7 se trasformata), 7 punti per la meta tecnica, 3 punti per la realizzazione di ciascun calcio piazzato, idem per il drop.

## Squadre partecipanti
| Squadra         | Province                                           |
| --------------- | -------------------------------------------------- |
| Blues Women     | Auckland, North Harbour, Northland                 |
| Chiefs Manawa   | Bay of Plenty, Counties Manukau, Waikato, Taranaki |
| Hurricanes Poua | Hawke's Bay, Manawatu, Wellington                  |
| Matatū          | Tutte le province dell'Isola del Sud               |

## Formato
Originariamente previsto in due fasi (una a girone unico e un'altra a play-off), la ridefinita logistica a seguito della pandemia di COVID-19 impose modifiche allo svolgimento del torneo: la competizione si tenne infatti su tre giornate di gara a girone unico concentrate al Waikato Stadium di Hamilton.
Ai fini della classifica generale si tenne conto del punteggio dell'Emisfero Sud, ovvero 4 punti per la vittoria, 2 ciascuno per il pari, zero per la sconfitta più eventuale punto di bonus alla squadra sconfitta con sette o meno punti di scarto e ulteriore bonus a qualsiasi squadra realizzasse almeno quattro mete nello stesso incontro.
Per via dei tempi ristretti e lo scarso turnover fu deciso di abbassare la durata degli incontri a 70 minuti ripartite in due tempi da 35 ciascuno.

## Risultati

### 1ª giornata
| Hamilton 10 marzo 2022, ore 15:35 UTC+13 Partita annullata | Hurricanes Poua | 0 – 0 referto | Blues Women | Waikato Stadium |

| Arbitro: | Maggie Cogger-Orr (Auckland) |

|                           |    |                                   |
| Mulu 8’ Tui 22’ Simon 31’ | mt | 15’ Love 28’ Steinmetz 70+2’ Rule |
| Brazier 22’               | tr |                                   |

### 2ª giornata
| Arbitro: | Maggie Cogger-Orr (Auckland) |

|                                                               |      |               |
| Wickliffe 13’ Connor 21’ Woodman 42’ Tubic 66’ Anderson 70+3’ | mt   | 24’ Ngan-Woo  |
| Brazier 13’, 70+3’                                            | tr   |               |
|                                                               | c.p. | 17’ Dallinger |

| Arbitro: | Lauren Jenner (Manukau) |

|                                  |      |                   |
| Murray 35’ Hufanga 38’ Leota 61’ | mt   | 44’ Mataele       |
| Maliepo 35’, 38’ Cottrell 61’    | tr   | 44’ Liv McGoverne |
|                                  | c.p. | 8’ McGoverne      |

### 3ª giornata
| Arbitro: | Maggie Cogger-Orr (Auckland) |

|                     |      |                     |
|                     | mt   | 20’, 67’ Leti-I’iga |
|                     | tr   | 67’ Dallinger       |
| Cocksedge 5’, 35+2’ | c.p. | 2’, 13’ Dallinger   |

| Arbitro: | Lauren Jenner (Manukau) |

|  |      |                                                    |
|  | mt   | 5’ Connor 43’ Tui 63’ Tubic 65’ Woodman 70’ Veainu |
|  | tr   | 63’, 65’ Brazier                                   |
|  | c.p. | 12’, 37’ Brazier                                   |

### Classifica
| Pos | Squadra         | G | V | N | P | PF | PS | DP  | BMP | Pt |
| --- | --------------- | - | - | - | - | -- | -- | --- | --- | -- |
| 1   | Chiefs Manawa   | 3 | 3 | 0 | 0 | 81 | 23 | +58 | 2   | 14 |
| 2   | Hurricanes Poua | 3 | 1 | 1 | 1 | 26 | 35 | −9  | 0   | 6  |
| 3   | Blues Women     | 3 | 1 | 1 | 1 | 21 | 45 | −24 | 0   | 6  |
| 4   | Matatū          | 3 | 0 | 0 | 3 | 31 | 56 | −25 | 1   | 1  |